# 외레순 해협

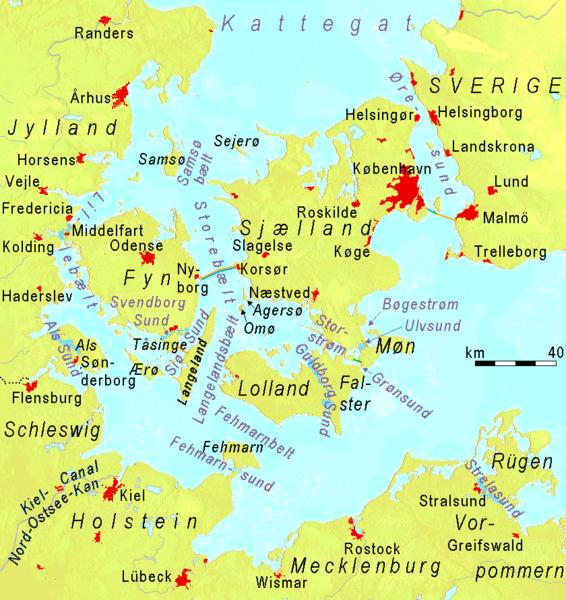
외레순 해협의 위치

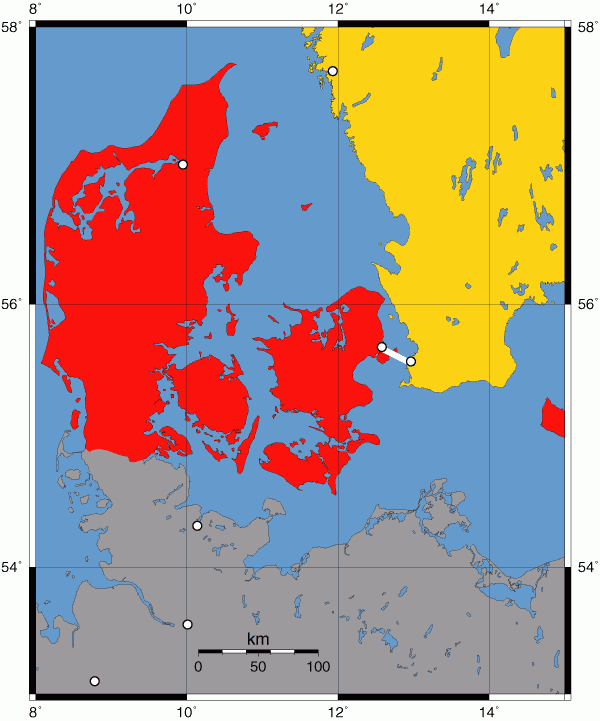
덴마크(빨강)와 스웨덴(노랑)을 잇는 외레순 다리

외레순 해협(-海峽; 덴마크어: Øresund, 스웨덴어: Öresund)은 덴마크의 셸란섬과 스웨덴의 스코네 사이의 해협이다. 외레순 해협은 발트해와 대서양을 잇는 덴마크의 세 해협 중 하나로, 세계에서 제일 번잡한 항로에 속한다.
2000년 7월 1일, 해협 양쪽을 잇는 외레순 다리가 개통되었다.

## 같이 보기
- 스토레벨트 해협
- 릴레벨트 해협